# Любимая (река)
Любимая (устар. Либе) — река в России, протекает по территории Багратионовского района Калининградской области. Устье реки находится в 21 км по левому берегу реки Майской. Длина реки — 13 км, площадь водосборного бассейна — 26,1 км².

## Данные водного реестра
По данным государственного водного реестра России относится к Балтийскому бассейновому округу, водохозяйственный участок реки — Преголя. Относится к речному бассейну реки Неман и рекам бассейна Балтийского моря (российская часть в Калининградской области).
Код объекта в государственном водном реестре — 01010000212104300010855.

## Топографическая карта
- Лист карты N-34-54 Багратионовск. Масштаб: 1 : 100 000. Состояние местности на 1980 год. Издание 1986 г.